# 狄芬妮琳
狄芬妮琳是香港少女漫畫雜誌COMIC FANS的其中一名編劇，亦是雅虎的駐網占卜師。她於香港少女漫畫雜誌COMIC FANS的代表作是我的王子殿下。

## 作品列表
瑞雲x狄芬妮琳的作品：
- 《我的王子殿下》2003年12月起連載。於2006年6月連載完。
- 《蘑菇學園》2006年7月連載序章，2006年8月正式連載第一回。
- 《阿鱔週記》2006年9月起連載。
- 《原味初戀》收錄於《我的王子殿下》第三冊的短篇作品。
- 《天島度假村》2006年8月別冊的短篇作品。
- 《Mysteries~華麗偵探團~》2010年4月連載第一回，2010年6月起正式連載。

尼路燕x狄芬妮琳的作品：
- 《幻境童心》2005年12月短篇故事。因為大受歡迎而於2006年5月改編成長篇連載。

風雅頌x狄芬妮琳的作品：
- 《TWINS CLUB》2006年8月別冊的短篇作品。

千草x狄芬妮琳的作品：
- 《LOVE PET汪心情人》2006年8月別冊的短篇作品。

OS兔仔貓x狄芬妮琳的作品：
- 《F.O.X II》（故事原是由阿寶寫的，因為個別原因而改為由狄芬妮琳來編劇。)

狄芬妮琳的作品：
- 《占星，原來如此》